# Вооружённые силы Сенегала
Вооружённые силы Сенегала (фр. Forces armées du Sénégal) — военная организация Сенегала, предназначенная для обороны Республики, защиты свободы и независимости государства, одно из важнейших орудий политической власти.

## История

пехотные части и кавалерийское подразделение армии Сенегала на параде в Дакаре (4 апреля 1962)

В 1857 году из местного населения были сформированы подразделения сенегальских стрелков (которые использовались не только на территории французских колоний в Африке, но и за пределами континента). В 1892 году Сенегал был выделен в отдельную колонию. В 1928 году по распоряжению губернатора Французской Западной Африки в Дакаре было сформировано кавалерийское подразделение - жандармерия.
В 1958 году Сенегал получил статус государства в составе Французского союза, а после получения независимости от Франции летом 1960 года на основе ранее существовавших подразделений французских колониальных войск и местной полиции были созданы вооружённые силы.
В результате разногласий между сенегальскими лидерами 17 декабря 1962 года в Дакаре произошёл военный переворот (в ходе которого премьер-министр Мамаду Диа и ряд его сторонников были арестованы).
11 мая 1963 года жандармерия была включена в состав вооружённых сил. В 1974 году общая численность вооружённых сил составляла около 8 тыс. человек, комплектование личным составом было смешанным (по призыву и по найму), срок действительной военной службы составлял 18 месяцев, призывной возраст — 20 лет. Подготовка офицеров осуществлялась во Франции, на вооружении войск оставались техника и оружие французского производства.
- сухопутные войска насчитывали около 5,5 тыс. человек[3].
- ВВС — около 200 человек и несколько транспортных самолётов[3].
- ВМС — около 200 человек и 5 патрульных кораблей[3].
- жандармерия — около 2 тыс. человек[3].

К началу 1977 года общая численность вооружённых сил составляла 6 тыс. человек (из них 5,5 тыс. в составе сухопутных войск, 0,2 тыс. в ВВС и 0,3 тыс. в ВМФ).
В 1981 году сенегальские войска подавили попытку переворота в Гамбии. 
3 июня 2013 года правительство Сенегала подписало Международный договор о торговле оружием (он был ратифицирован 25 сентября 2014, но вступил в силу с 24 декабря 2014 года).
В 2017 году Сенегал закупил в Польше боевой вертолёт Ми-24В и два бронеавтомобиля "Oncilla", а на Украине - шесть 122-мм РСЗО "Град" на базе КрАЗ-6322.
Личный состав вооружённых сил Сенегала принимает участие в миротворческих операциях ООН (потери Сенегала во всех миротворческих операциях с участием страны составили 98 человек погибшими).

## Организационная структура
По состоянию на начало 2022 года общая численность регулярных вооружённых сил составляла 13,6 тыс. человек, комплектование личным составом осуществлялось по призыву (призывниками являются лица мужского пола, достигшие 18 лет; срок службы - 24 месяца).
- Сухопутные войска (фр. Armée de terre Senegalaise): 11,9 тыс. человек, 27 бронемашин с артиллерийским вооружением PTL-02, 26 боевых машин пехоты "Ратель", 91 бронетранспортёр (39 шт. "Puma M26-15", 8 шт. "Casspir", 16 шт. Panhard M3, 12 шт. полугусеничных М3, 4 шт. WZ-551, два "Oncilla" и др.), две БРЭМ "Puma M-36", 165 других бронемашин (74 шт. AML-90, 30 шт. AML-60, 27 шт. RAM Mk.III, 20 шт. БРДМ-2, 10 шт. M8, 4 шт. М20 и др.), 82 орудия полевой артиллерии (в т.ч., восемь 155-мм пушек TR-F1, шесть 155-мм гаубиц М50 и шесть 105-мм гаубиц типа М101), шесть 122-мм РСЗО БМ-21 "Град", 32 шт. 120-мм миномётов, 24 шт. 81-мм миномётов, 39 зенитных установок (12 шт. 40-мм L/60, 21 шт. 20-мм M693 и шесть 14,5-мм ЗПУ-4)[1]
- Военно-морской флот: около 950 человек, два танкодесантных судна, одно судно обеспечения и семь патрульных катеров[1]
- Военно-воздушные силы: 750 человек, 10 транспортных самолётов, 9 учебных самолётов, 4 боевых вертолёта типа Ми-24, один многоцелевой вертолёт AW-139 и восемь транспортных вертолётов[1]

Кроме того, есть военизированные формирования, не входящие в состав вооружённых сил - жандармерия общей численностью 5 тыс. человек, на вооружении которой 56 бронетранспортёров (12 шт. Berliet VXB-170, семь "ACMAT Bastion APC", пять EE-11 "Urutu" и др.) и 13 бронемашин (два "ACMAT Bastion PATSAS" и 11 шт. RAM Mk.III)

## Состав вооружённых сил
| Вооружённые силы Сенегала                                       | Вооружённые силы Сенегала                                                               |
| --------------------------------------------------------------- | --------------------------------------------------------------------------------------- |
| Человеческие ресурсы, доступные для воинской службы:            | мужчины в возрасте 16-49: 2,699,196 женщины в возрасте 16-49: 3,018,565 (2010 оценочно) |
| Человеческие ресурсы, пригодные для воинской службы:            | мужчины в возрасте 16-49: 1,788,493 женщины в возрасте 16-49: 2,133,370 (2010 оценочно) |
| Человеческие ресурсы, ежегодно достигающие призывного возраста: | мужчины: 145,509 женщины: 145,064 (2010 оценочно)                                       |